# Abduktoren-/Adduktoren-Maschine

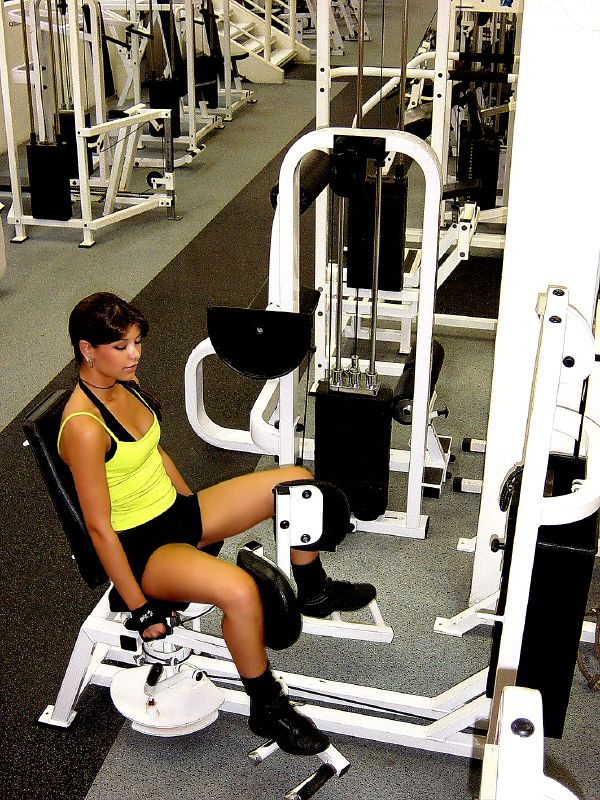
Adduktorentraining

Die Abduktoren-/Adduktoren-Maschine ist ein kombiniertes Trainingsgerät zum Kräftigen der Beine. Trainiert wird die Oberschenkelmuskulatur durch Belastung der Adduktoren oder Abduktoren unter Einbeziehung des Gesäßmuskels. Die Trainingsgewichte werden sitzend mit den Beinen nach innen für die Adduktoren oder nach außen für die Abduktoren gedrückt. Der Einsatz der Abduktoren-/Adduktoren-Maschine ist in Fitnessstudios, aber auch im Heimgebrauch möglich.     

## Erfindung
Das Patent für eine Abduktoren-/Adduktoren-Maschine wurde am 21. Dezember 1988 vom Amt für Erfindungs- und Patentwesen der DDR für Ekkehard Schulze unter dem Namen Übungsgerät zum Kräftigen der Muskeln der Oberschenkel ausgestellt.